# 조정환 (군인)
조정환(曺晶煥, 1955년 7월 12일 ~ )은 대한민국의 제43대 육군참모총장을 역임한 군인이었다.

## 생애
1955년 강원도 인제군에서 태어났다.
1977년 육사 33기로 임관해 육군 22사단장, 육군 교육사 교훈부장, 육본 정작부장, 육군 5군단장, 육참차장, 육군 제2작전사령관 등을 역임하고 2012년 10월 육군 참모총장으로 취임하였다. 2013년 9월 합동참모의장 후보로 거론되었으나 임기 2년 중 반도 채우지 못하고 2013년 9월 이임되고 9월 28일 전역했다. 2014년 8월 22일 광복청년 아카데미 명예총재로 취임했다.

## 학력
- 부평초등학교 졸업
- 신남중학교 졸업
- 강원대학교 사범대학 부설고등학교 졸업
- 1977년 : 육군사관학교 33기 학사
- 1983년 : 육군보병학교 졸업

## 경력
- 육군 제21사단 63연대장
- 육군 제2사단 참모장
- 육군본부 계획편제처장
- 2005.11 ~ 2007.11 : 육군 제22사단장
- 육군교육사령부 교육훈련부장
- 육군본부 정보작전참모부장 (육군 소장)
- 2008.11 ~ 2010.06 : 육군 제5군단장 (육군 중장)
- 2010.06 ~ 2011.04 : 육군참모차장
- 2011.04 ~ 2012.10 : 육군 제2작전사령관 (육군 대장)[1]
- 2012.10 ~ 2013.09 : 육군참모총장[2]
- 광복청년 아카데미 명예 총재
- 2016.03 ~ 2020.01 : 한민고등학교 이사장
- 한국국가전략연구원 자문위원
- 월드투게더 명예이사